# Jacobus Probst
Jacobus Probst, auch Propst, Praepositus, Praepositi, niederländisch: Proost, in späteren Werken oft als Jacob Spreng (* 1486 in Ypern; † 30. Juni 1562 in Bremen), war evangelischer Theologe und Bremer Superintendent.

## Biografie
Die Annahme, dass er Spreng geheißen haben soll, entstand daraus, dass seine Zeitgenossen ihn nach seiner Vaterstadt Yperensis (Hyperensis) nannten, was später nicht verstanden und als Spreng gelesen wurde.
Er war Augustinermönch und seit 1519 Prior in Antwerpen. Er studierte um 1521 in Wittenberg und lernte Martin Luther hier und bei einem Aufenthalt in Erfurt kennen. Nach seiner Rückkehr nach Antwerpen wandte er sich in seinen Predigten gegen den Ablass. Er wurde gefangen gesetzt, von der Inquisition verhört und zum öffentlichen Widerruf gezwungen, den er am 9. Februar 1522 in der Gödelekirche in Brüssel leistete. 
Von Gewissensbissen geplagt, predigte er wieder im evangelischen Sinn. Nach erneuter Gefangennahme entrann er dem Tode durch die Flucht nach Wittenberg. Inzwischen, aus dem Orden ausgetreten, heiratete er 1523 in Wittenberg. 
Luther und Heinrich von Zütphen empfahlen ihn als Pfarrer nach Bremen, wo er von 1524 bis zu seinem Tode als Pfarrer an Unserer Lieben Frauen und als Superintendent wirkte. Er bezeichnete die soziale Revolution, den Aufstand der 104 Männer, und das Wirken der 104 Männer als erste gewählte Vertretung der Bürger als Sünde und als „Werk des Satans“. Am 30. April verließen deshalb er und Johann Timann von der Martinikirche die Stadt, bis das Gremium der 104 Männer vom Rat der Stadt wieder aufgelöst wurde.
Auf Probst geht die Einführung des lutherischen Gottesdienstes in Bremen zurück. Auch sonst vertrat er Luthers Auffassung und blieb mit ihm in brieflicher Verbindung. 1532 wurde er zum Superintendent berufen und er hielt die erste evangelische Predigt an dem bis dahin katholischen Bremer Dom. Auswärtige Berufungen lehnte er ab. Im Hardenbergschen Streit um den reformierten Theologen Albert Hardenberg und Bürgermeister Daniel von Büren der Jüngere, der zwischen 1555 und 1559 sich verstärkte, musste er um 1559 als lutherischer Kirchenmann zurücktreten. Gleichwohl sah Ortwin Rudloff in seiner vom niederländischen Humanismus geprägten Reformtheologie gewisse Voraussetzungen für die Entwicklung zum reformierten Bekenntnis in Bremen.

## Werke
- Eine schöne und klägliche Historie an gemeine fromme Christenheit von beiden Gefängnissen. Colmar 1524.